# 哈德斯·贾那布尔
哈德斯·贾那布尔（Қадыс Жанәбілұлы 1936年12月—），男，哈萨克族，新疆阿勒泰人，中华人民共和国政治人物，曾任新疆维吾尔自治区人大常委会副主任。